# Glycera lancadivae
Glycera lancadivae är en ringmaskart som beskrevs av Schmarda 1861. Glycera lancadivae ingår i släktet Glycera och familjen Glyceridae.
Artens utbredningsområde är Madagaskar. Inga underarter finns listade i Catalogue of Life.